# Campeonato Sudamericano de Fútbol Sub-17 de 2013
El XV Campeonato Sudamericano de Fútbol Sub-17 de 2013 se llevó a cabo desde el 2 y hasta el 28 de abril en Argentina. La selección local se consagró campeona del torneo, logrando su tercer título en la categoría. El torneo sirvió como clasificatorio para la Copa Mundial de Fútbol Sub-17 de 2013 a desarrollarse en los Emiratos Árabes Unidos. Otorgó cuatro cupos para dicho certamen, los que fueron obtenidos por las selecciones de Argentina, Venezuela, Brasil y Uruguay. El representativo del Paraguay obtuvo el premio al juego limpio, mientras que el goleador del torneo fue el uruguayo Franco Acosta, con 8 tantos. El argentino Sebastián Driussi y el entrenador de Venezuela, Rafael Dudamel, fueron elegidos por los periodistas acreditados como mejor jugador y mejor director técnico, respectivamente.

## Elección y antecedentes
Argentina fue elegida sede el 18 de marzo de 2011 durante una reunión del comité ejecutivo de la Conmebol. En dicha reunión se decidió concederle a Argentina la sede tanto del Sudamericano Sub-20 de 2013 como del Sub-17 del mismo año.
Será la segunda vez que el país sudamericano organice este torneo luego de que se llevara a cabo en 1985 la primera edición cuando el torneo era para menores de 16 años.

## Organización

### Sedes
Las sedes del torneo, anunciadas por la Asociación del Fútbol Argentino, fueron:
| Malvinas Argentinas |
| Capacidad: 42 500   |
|                     |
| La Punta            |
| J. G. Funes         |
| Capacidad: 15 000   |
|                     |

### Árbitros
Árbitros principales:
| - Silvio Trucco - Germán Delfino - José Jordán - Péricles Cortez - Paulo de Oliveira | - Carlos Ulloa - Julio Bascuñán - Adrián Vélez - Roddy Zambrano - Ulises Mereles | - Diego Haro - Fernando Falce - José Argote - Marlon Escalante |

Árbitros asistentes:
| - Gustavo Rossi - Wilson Arellano - Fabricio Vilarinho - Raúl Orellana | - Alexander Guzmán - Luis Vera - Juan Zorrilla - Braulio Cornejo | - Gabriel Popovits - Luis Murillo |

## Equipos participantes
Participan las diez selecciones nacionales de fútbol afiliadas a la Conmebol.
| Equipos participantes | Equipos participantes | Equipos participantes | Equipos participantes | Equipos participantes |
| --------------------- | --------------------- | --------------------- | --------------------- | --------------------- |
| Argentina             | Bolivia               | Brasil                | Chile                 | Colombia              |
| Ecuador               | Paraguay              | Perú                  | Uruguay               | Venezuela             |

## Fechas y resultados
- Los horarios corresponden a la hora de Argentina (UTC-3)[5]

Los 10 equipos participantes en la primera fase se dividieron en 2 grupos de 5 equipos cada uno. Luego de una liguilla simple, a una sola rueda de partidos, pasaron a segunda ronda los equipos que ocuparon las posiciones primera, segunda y tercera de cada grupo. La ronda final se disputó con los 6 equipos clasificados enfrentándose en una liguilla simple. En caso de empate en puntos en cualquiera de las posiciones, la clasificación se determinaría siguiendo en orden estos criterios:
- Diferencia de goles
- Cantidad de goles marcados
- El resultado del partido jugado entre los empatados
- Por sorteo

### Primera fase

#### Grupo A
| Equipo    | Pts | PJ | PG | PE | PP | GF | GC | Dif |
| --------- | --- | -- | -- | -- | -- | -- | -- | --- |
| Paraguay  | 8   | 4  | 2  | 2  | 0  | 7  | 2  | 5   |
| Argentina | 6   | 4  | 2  | 0  | 2  | 7  | 7  | 0   |
| Venezuela | 5   | 4  | 1  | 2  | 1  | 1  | 3  | -2  |
| Ecuador   | 4   | 4  | 1  | 1  | 2  | 2  | 4  | -2  |
| Colombia  | 3   | 4  | 0  | 3  | 1  | 3  | 4  | -1  |

| 2 de abril de 2013, 17:05 | Paraguay   | 1:1 (0:0) | Colombia   | Estadio Provincial Juan Gilberto Funes, La Punta |                                      |
|                           | Medina 62' | Reporte   | Torres 63' | Árbitro(s): Fernando Falce (Uruguay)             | Árbitro(s): Fernando Falce (Uruguay) |

| 2 de abril de 2013, 19:10 | Argentina | 0:2 (0:1) | Ecuador                      | Estadio Provincial Juan Gilberto Funes, La Punta |                                        |
|                           |           | Reporte   | Porozo 43' · Vega 50' (a.g.) | Árbitro(s): Paulo de Oliveira (Brasil)           | Árbitro(s): Paulo de Oliveira (Brasil) |

| 4 de abril de 2013, 17:05 | Ecuador | 0:1 (0:1) | Venezuela | Estadio Provincial Juan Gilberto Funes, La Punta |                                   |
|                           |         | Reporte   | Ponce 16' | Árbitro(s): José Jordán (Bolivia)                | Árbitro(s): José Jordán (Bolivia) |

| 4 de abril de 2013, 19:10 | Argentina        | 1:3 (1:2) | Paraguay                         | Estadio Provincial Juan Gilberto Funes, La Punta |                                    |
|                           | López 11' (a.g.) | Reporte   | A. Sanabria 9' 29' · Cáceres 88' | Árbitro(s): Julio Bascuñán (Chile)               | Árbitro(s): Julio Bascuñán (Chile) |

| 6 de abril de 2013, 17:05 | Ecuador | 0:0     | Colombia | Estadio Provincial Juan Gilberto Funes, La Punta |                                      |
|                           |         | Reporte |          | Árbitro(s): Péricles Cortez (Brasil)             | Árbitro(s): Péricles Cortez (Brasil) |

| 6 de abril de 2013, 19:10 | Argentina                    | 3:0 (2:0) | Venezuela | Estadio Provincial Juan Gilberto Funes, La Punta |                               |
|                           | Driussi 4' 63' · Sánchez 15' | Reporte   |           | Árbitro(s): Diego Haro (Perú)                    | Árbitro(s): Diego Haro (Perú) |

| 8 de abril de 2013, 17:05 | Paraguay                         | 3:0 (0:0) | Ecuador | Estadio Provincial Juan Gilberto Funes, La Punta |                                  |
|                           | Medina 50' 83' · A. Sanabria 53' | Reporte   |         | Árbitro(s): Carlos Ulloa (Chile)                 | Árbitro(s): Carlos Ulloa (Chile) |

| 8 de abril de 2013, 19:10 | Colombia | 0:0     | Venezuela | Estadio Provincial Juan Gilberto Funes, La Punta |                                      |
|                           |          | Reporte |           | Árbitro(s): Fernando Falce (Uruguay)             | Árbitro(s): Fernando Falce (Uruguay) |

| 10 de abril de 2013, 17:05 | Paraguay | 0:0     | Venezuela | Estadio Provincial Juan Gilberto Funes, La Punta |                                      |
|                            |          | Reporte |           | Árbitro(s): Péricles Cortez (Brasil)             | Árbitro(s): Péricles Cortez (Brasil) |

| 10 de abril de 2013, 19:10 | Argentina                          | 3:2 (2:0) | Colombia                   | Estadio Provincial Juan Gilberto Funes, La Punta |                                   |
|                            | Vega 13' · Pérez 41' · Leszcuk 60' | Reporte   | Rodríguez 48' · Moreno 84' | Árbitro(s): José Jordán (Bolivia)                | Árbitro(s): José Jordán (Bolivia) |

#### Grupo B
| Equipo  | Pts | PJ | PG | PE | PP | GF | GC | Dif |
| ------- | --- | -- | -- | -- | -- | -- | -- | --- |
| Brasil  | 10  | 4  | 3  | 1  | 0  | 8  | 2  | 6   |
| Uruguay | 8   | 4  | 2  | 2  | 0  | 9  | 3  | 6   |
| Perú    | 4   | 4  | 1  | 1  | 2  | 2  | 6  | -4  |
| Chile   | 3   | 4  | 0  | 3  | 1  | 3  | 4  | -1  |
| Bolivia | 1   | 4  | 0  | 1  | 3  | 3  | 10 | -7  |

| 3 de abril de 2013, 17:05 | Uruguay                       | 2:0 (1:0) | Perú | Estadio Malvinas Argentinas, Mendoza  |                                       |
|                           | Buschiazzo 22' · Méndez 90+1' | Reporte   |      | Árbitro(s): Ulises Mereles (Paraguay) | Árbitro(s): Ulises Mereles (Paraguay) |

| 3 de abril de 2013, 19:10 | Brasil     | 1:0 (1:0) | Chile | Estadio Malvinas Argentinas, Mendoza |                                     |
|                           | Kenedy 23' | Reporte   |       | Árbitro(s): Adrián Vélez (Colombia)  | Árbitro(s): Adrián Vélez (Colombia) |

| 5 de abril de 2013, 17:05 | Chile        | 1:1 (0:0) | Bolivia       | Estadio Malvinas Argentinas, Mendoza |                                     |
|                           | Carvallo 85' | Reporte   | Algarañaz 58' | Árbitro(s): José Argote (Venezuela)  | Árbitro(s): José Argote (Venezuela) |

| 5 de abril de 2013, 19:10 | Brasil       | 1:1 (0:1) | Uruguay     | Estadio Malvinas Argentinas, Mendoza   |                                        |
|                           | Mosquito 51' | Reporte   | Latorre 40' | Árbitro(s): Germán Delfino (Argentina) | Árbitro(s): Germán Delfino (Argentina) |

| 7 de abril de 2013, 17:05 | Uruguay    | 1:1 (1:1) | Chile     | Estadio Malvinas Argentinas, Mendoza     |                                          |
|                           | Latorre 1' | Reporte   | Vegas 42' | Árbitro(s): Marlon Escalante (Venezuela) | Árbitro(s): Marlon Escalante (Venezuela) |

| 7 de abril de 2013, 19:10 | Perú        | 1:0 (0:0) | Bolivia | Estadio Malvinas Argentinas, Mendoza  |                                       |
|                           | Artiaga 64' | Reporte   |         | Árbitro(s): Silvio Trucco (Argentina) | Árbitro(s): Silvio Trucco (Argentina) |

| 9 de abril de 2013, 19:00 | Chile              | 1:1 (0:0) | Perú       | Estadio Malvinas Argentinas, Mendoza  |                                       |
|                           | Medel 90+1' (pen.) | Reporte   | Garcés 58' | Árbitro(s): Ulises Mereles (Paraguay) | Árbitro(s): Ulises Mereles (Paraguay) |

| 9 de abril de 2013, 21:00 | Brasil                                 | 3:1 (0:1) | Bolivia    | Estadio Malvinas Argentinas, Mendoza |                                  |
|                           | Boschilia 50' · Kenedy 73' · Abner 84' | Reporte   | Flores 43' | Árbitro(s): Carlos Ulloa (Chile)     | Árbitro(s): Carlos Ulloa (Chile) |

| 11 de abril de 2013, 17:05 | Uruguay                                          | 5:1 (3:0) | Bolivia    | Estadio Malvinas Argentinas, Mendoza |                                     |
|                            | Méndez 7' · Acosta 36' 37' 48' · Pizzichillo 58' | Reporte   | Aquino 71' | Árbitro(s): Adrián Vélez (Colombia)  | Árbitro(s): Adrián Vélez (Colombia) |

| 11 de abril de 2013, 19:10 | Brasil                              | 3:0 (1:0) | Perú | Estadio Malvinas Argentinas, Mendoza |                                  |
|                            | Lincoln 29' · Caio 46' · Kenedy 70' | Reporte   |      | Árbitro(s): Carlos Ulloa (Chile)     | Árbitro(s): Carlos Ulloa (Chile) |

### Fase final
| Equipo    | Pts | PJ | PG | PE | PP | GF | GC | Dif |
| --------- | --- | -- | -- | -- | -- | -- | -- | --- |
| Argentina | 9   | 5  | 2  | 3  | 0  | 10 | 6  | 4   |
| Venezuela | 9   | 5  | 2  | 3  | 0  | 7  | 5  | 2   |
| Brasil    | 9   | 5  | 2  | 3  | 0  | 6  | 4  | 2   |
| Uruguay   | 8   | 5  | 2  | 2  | 1  | 11 | 9  | 2   |
| Paraguay  | 4   | 5  | 1  | 1  | 3  | 7  | 10 | -3  |
| Perú      | 0   | 5  | 0  | 0  | 5  | 6  | 13 | -7  |

| 14 de abril de 2013, 15:00 | Brasil       | 1:0 (1:0) | Uruguay | Estadio Provincial Juan Gilberto Funes, La Punta |                                    |
|                            | Mosquito 21' | Reporte   |         | Árbitro(s): Julio Bascuñán (Chile)               | Árbitro(s): Julio Bascuñán (Chile) |

| 14 de abril de 2013, 17:05 | Paraguay | 0:1 (0:0) | Venezuela | Estadio Provincial Juan Gilberto Funes, La Punta |                                        |
|                            |          | Reporte   | Ponce 54' | Árbitro(s): Germán Delfino (Argentina)           | Árbitro(s): Germán Delfino (Argentina) |

| 14 de abril de 2013, 19:10 | Argentina               | 2:0 (1:0) | Perú | Estadio Provincial Juan Gilberto Funes, La Punta |                                      |
|                            | Pérez 42' · Sánchez 51' | Reporte   |      | Árbitro(s): Roddy Zambrano (Ecuador)             | Árbitro(s): Roddy Zambrano (Ecuador) |

| 17 de abril de 2013, 15:00 | Paraguay                                       | 3:1 (0:0) | Perú       | Estadio Provincial Juan Gilberto Funes, La Punta |                                   |
|                            | A. Sanabria 53' · Medina 64' · J. Sanabria 90' | Reporte   | Garcés 71' | Árbitro(s): José Jordán (Bolivia)                | Árbitro(s): José Jordán (Bolivia) |

| 17 de abril de 2013, 17:05 | Brasil        | 1:1 (1:0) | Venezuela        | Estadio Provincial Juan Gilberto Funes, La Punta |                                  |
|                            | Boschilia 26' | Reporte   | Ponce 74' (pen.) | Árbitro(s): Carlos Ulloa (Chile)                 | Árbitro(s): Carlos Ulloa (Chile) |

| 17 de abril de 2013, 19:10 | Argentina                  | 3:3 (2:1) | Uruguay                                 | Estadio Provincial Juan Gilberto Funes, La Punta |                                     |
|                            | Driussi 3' 12' · Storm 88' | Reporte   | Benítez 45+3' · Acosta 47' · Méndez 74' | Árbitro(s): Adrián Vélez (Colombia)              | Árbitro(s): Adrián Vélez (Colombia) |

| 21 de abril de 2013, 15:00 | Venezuela     | 2:1 (0:1) | Perú         | Estadio Provincial Juan Gilberto Funes, La Punta |                                        |
|                            | Ponce 58' 74' | Reporte   | Da Silva 33' | Árbitro(s): Germán Delfino (Argentina)           | Árbitro(s): Germán Delfino (Argentina) |

| 21 de abril de 2013, 17:05 | Paraguay        | 1:3 (0:3) | Uruguay                             | Estadio Provincial Juan Gilberto Funes, La Punta |                                        |
|                            | A. Sanabria 68' | Reporte   | Benítez 1' · Méndez 8' · Acosta 16' | Árbitro(s): Paulo de Oliveira (Brasil)           | Árbitro(s): Paulo de Oliveira (Brasil) |

| 21 de abril de 2013, 19:10 | Brasil | 0:0     | Argentina | Estadio Provincial Juan Gilberto Funes, La Punta |                                          |
|                            |        | Reporte |           | Árbitro(s): Marlon Escalante (Venezuela)         | Árbitro(s): Marlon Escalante (Venezuela) |

| 24 de abril de 2013, 15:00 | Venezuela | 1:1 (0:1) | Uruguay    | Estadio Provincial Juan Gilberto Funes, La Punta |                                   |
|                            | Ponce 81' | Reporte   | Acosta 41' | Árbitro(s): José Jordán (Bolivia)                | Árbitro(s): José Jordán (Bolivia) |

| 24 de abril de 2013, 17:05 | Brasil                   | 2:1 (0:0) | Perú       | Estadio Provincial Juan Gilberto Funes, La Punta |                                    |
|                            | Kenedy 53' · Ewandro 85' | Reporte   | Garcés 90' | Árbitro(s): Julio Bascuñán (Chile)               | Árbitro(s): Julio Bascuñán (Chile) |

| 24 de abril de 2013, 19:10 | Paraguay  | 1:3 (0:3) | Argentina                                      | Estadio Provincial Juan Gilberto Funes, La Punta |                                  |
|                            | López 88' | Reporte   | Leszczuk 25' · Driussi 32' · Astina 39' (pen.) | Árbitro(s): Carlos Ulloa (Chile)                 | Árbitro(s): Carlos Ulloa (Chile) |

| 28 de abril de 2013, 15:00 | Paraguay                         | 2:2 (1:1) | Brasil         | Estadio Provincial Juan Gilberto Funes, La Punta |                                     |
|                            | Martínez 18' · A. Sanabria 90+1' | Reporte   | Kenedy 32' 78' | Árbitro(s): Adrián Vélez (Colombia)              | Árbitro(s): Adrián Vélez (Colombia) |

| 28 de abril de 2013, 17:05 | Uruguay                             | 4:3 (3:1) | Perú                           | Estadio Provincial Juan Gilberto Funes, La Punta |                                  |
|                            | Acosta 3' 30' · Pizzichillo 17' 65' | Reporte   | Da Silva 20' 64' · Artiaga 69' | Árbitro(s): Carlos Ulloa (Chile)                 | Árbitro(s): Carlos Ulloa (Chile) |

| 28 de abril de 2013, 19:10 | Argentina      | 2:2 (1:1) | Venezuela            | Estadio Provincial Juan Gilberto Funes, La Punta |                                      |
|                            | Suárez 19' 72' | Reporte   | Ponce 15' · Peña 90' | Árbitro(s): Roddy Zambrano (Ecuador)             | Árbitro(s): Roddy Zambrano (Ecuador) |

|                               |
| Bandera de Argentina          |
| Campeón Argentina 3.er título |

## Cuadro General 2013
|    | Selección | Pts. | PJ | PG | PE | PP | GF | GC | Dif. |
| 1  | Argentina | 15   | 9  | 4  | 3  | 2  | 17 | 13 | 4    |
| 2  | Venezuela | 14   | 9  | 3  | 5  | 1  | 8  | 8  | 0    |
| 3  | Brasil    | 19   | 9  | 5  | 4  | 0  | 14 | 6  | 8    |
| 4  | Uruguay   | 16   | 9  | 4  | 4  | 1  | 20 | 12 | 8    |
| 5  | Paraguay  | 12   | 9  | 3  | 3  | 3  | 14 | 12 | 2    |
| 6  | Perú      | 4    | 9  | 1  | 1  | 7  | 8  | 19 | -11  |
| 7  | Ecuador   | 4    | 4  | 1  | 1  | 2  | 2  | 4  | -2   |
| 8  | Colombia  | 3    | 4  | 0  | 3  | 1  | 3  | 4  | -1   |
| 9  | Chile     | 3    | 4  | 0  | 3  | 1  | 3  | 4  | -1   |
| 10 | Bolivia   | 1    | 4  | 0  | 1  | 3  | 3  | 10 | -7   |

## Goleadores
| Jugador           | Selección | Goles |
| ----------------- | --------- | ----- |
| Franco Acosta     | Uruguay   | 8     |
| Andrés Ponce      | Venezuela | 7     |
| Kenedy            | Brasil    | 6     |
| Antonio Sanabria  | Paraguay  | 6     |
| Sebastián Driussi | Argentina | 5     |
| Jesús Medina      | Paraguay  | 4     |
| Luiz Da Silva     | Perú      | 3     |

## Clasificados al Mundial Sub-17 Emiratos Árabes Unidos 2013
| Bandera de Argentina | Bandera de Brasil | Bandera de Uruguay | Bandera de Venezuela |
| Argentina            | Brasil            | Uruguay            | Venezuela            |
| -------------------- | ----------------- | ------------------ | -------------------- |

## Cobertura Mediática

### Televisión
Todos los partidos del Sudamericano sub-17 2013 se transmitieron por TyC Sports y América Sports, respectivamente en TV Paga.